# Grattacieli di Città del Messico
La seguente è la lista dei 53 grattacieli più alti di Città del Messico, aggiornata al 13 aprile 2007.
| Posto | Edificio                                 | Città             | Altezza | Piani | Anno d'inaugurazione   |
| ----- | ---------------------------------------- | ----------------- | ------- | ----- | ---------------------- |
| 1     | Torre Bicentenario                       | Città del Messico | 450 m   | 100   | Solo stato progettuale |
| 2     | Torre Reforma                            | Città del Messico | 246 m   | 57    | 2016                   |
| 3     | Torre BBVA Bancomer                      | Città del Messico | 235 m   | 50    | 2015                   |
| 4     | Torre Mayor                              | Città del Messico | 225 m   | 55    | 2003                   |
| 5     | Torre City Santa Fe 2                    | Città del Messico | 215 m   | 50    | 2011                   |
| 6     | Torre Ejecutiva Pemex                    | Città del Messico | 214 m   | 52    | 1984                   |
| 7     | World Trade Center                       | Città del Messico | 207 m   | 52    | 1972                   |
| 8     | Torre City Santa Fe 1                    | Città del Messico | 200 m   | 42    | 2011                   |
| 9     | Torre Altus                              | Città del Messico | 197 m   | 44    | 1998                   |
| 10    | Torre Latinoamericana                    | Città del Messico | 183 m   | 45    | 1956                   |
| 11    | Torre Arcos Bosques 3                    | Città del Messico | 161 m   | 35    | 2007                   |
| 12    | Torre Arcos Bosques 2                    | Città del Messico | 161 m   | 34    | 2007                   |
| 13    | Arcos Bosques Corporativo                | Città del Messico | 161 m   | 33    | 1997                   |
| 14    | Torre Altaire 3                          | Città del Messico | 152 m   | 44    | 2009                   |
| 15    | St. Regis Hotel & Residences             | Città del Messico | 152 m   | 32    | 2007                   |
| 16    | Torre Lomas                              | Città del Messico | 146 m   | 40    | 1986                   |
| 17    | Hotel Nikko Mexico                       | Città del Messico | 142 m   | 43    | 1987                   |
| 18    | Santa Fe Pads                            | Città del Messico | 141 m   | 37    | 2005                   |
| 19    | Torre Altaire 1                          | Città del Messico | 140 m   | 40    | 2009                   |
| 20    | Torre Altaire 2                          | Città del Messico | 140 m   | 40    | 2009                   |
| 21    | Torre Altaire 4                          | Città del Messico | 140 m   | 37    | 2009                   |
| 22    | City Santa Fe Torre Amsterdam            | Città del Messico | 140 m   | 37    | 2007                   |
| 23    | Panorama Santa fe                        | Città del Messico | 140 m   | 35    | 2005                   |
| 24    | Torre Altaire 1                          | Città del Messico | 138 m   | 40    | 2009                   |
| 25    | Torre HSBC                               | Città del Messico | 136 m   | 36    | 2006                   |
| 26    | Edificio Reforma 90                      | Città del Messico | 135 m   | 37    | 2008                   |
| 27    | Torre del Caballito                      | Città del Messico | 135 m   | 34    | 1988                   |
| 28    | Torre Florencia                          | Città del Messico | 135 m   | 32    | 2008                   |
| 29    | Torre Mural                              | Città del Messico | 133 m   | 33    | 1995                   |
| 30    | Torre Mexicana de Aviación               | Città del Messico | 132 m   | 30    | 1984                   |
| 31    | City Santa Fe Torre Milán                | Città del Messico | 130 m   | 34    | 2007                   |
| 32    | Presidente InterContinental Hotel        | Città del Messico | 130 m   | 44    | 1977                   |
| 33    | Intercontinental Mexico Hotel & Tower    | Città del Messico | 128 m   | 32    | 2009                   |
| 34    | Residencial del Bosque 2                 | Città del Messico | 128 m   | 30    | 1996                   |
| 35    | Residencial del Bosque 1                 | Città del Messico | 128 m   | 30    | 1996                   |
| 36    | Edificio Reforma Avantel                 | Città del Messico | 127 m   | 28    | 1995                   |
| 37    | Torre Insignia                           | Città del Messico | 127 m   | 25    | 1962                   |
| 38    | Reforma 222 Departamentos Torre 1        | Città del Messico | 125 m   | 31    | 2007                   |
| 39    | Punta Poniente                           | Città del Messico | 125 m   | 30    | 2007                   |
| 40    | Edificio Miguel E Abed                   | Città del Messico | 120 m   | 29    | 1952                   |
| 41    | Reforma 222 Centro Financiero            | Città del Messico | 125 m   | 26    | 2007                   |
| 42    | Torre Contigo                            | Città del Messico | 125 m   | 24    | 1946                   |
| 43    | H2O Condominios                          | Città del Messico | 123 m   | 33    | 2007                   |
| 44    | Torre Punta del Parque A                 | Città del Messico | 120 m   | 34    | 2006                   |
| 45    | Torre Punta del Parque B                 | Città del Messico | 120 m   | 34    | 2006                   |
| 46    | Residencial Toledo 3                     | Huixquilucan      | 120 m   | 32    | 2004                   |
| 47    | Haus Santa Fe                            | Città del Messico | 120 m   | 30    | 2006                   |
| 48    | Torre Prisma                             | Città del Messico | 120 m   | 28    | 1970                   |
| 49    | Reforma 115                              | Città del Messico | 120 m   | 28    | 2005                   |
| 50    | Grand Santa Fe Residencial Torre Oriente | Città del Messico | 120 m   | 28    | 2006                   |
| 51    | Edificio Reforma 243                     | Città del Messico | 120 m   | 28    | 2008                   |
| 52    | Torre Nueva de Tlatelolco                | Città del Messico | 120 m   | 24    | 2005                   |
| 53    | Torre Tlatelolco                         | Città del Messico | 120 m   | 24    | 1957                   |